# Gãy mũi
Gãy xương mũi, thường được gọi là gãy mũi, là việc gãy của một trong những xương mũi. Các triệu chứng có thể bao gồm chảy máu, sưng, bầm tím và không thể thở bằng mũi. Chúng có thể phức tạp do gãy xương mặt khác hoặc tụ máu vùng mũi.
Các nguyên nhân phổ biến nhất bao gồm tấn công, chấn thương trong khi chơi thể thao, té ngã và va chạm với xe cơ giới. Chẩn đoán thường dựa trên các dấu hiệu và triệu chứng và đôi khi có thể được xác nhận bằng  X-quang đơn giản.
Điều trị thường là bằng thuốc giảm đau và chườm lạnh. Phẫu thuật chỉnh hình, nếu cần, thường có thể thực hiện sau khi vết sưng đã giảm. Tùy thuộc vào loại chỉnh hình gãy xương có thể được đóng hoặc mở. Kết quả nói chung là tốt. Gãy xương mũi là phổ biến, bao gồm khoảng 40% ca gãy xương mặt. Nam giới ở độ tuổi 20 thường bị ảnh hưởng nhất.

## Dấu hiệu và triệu chứng

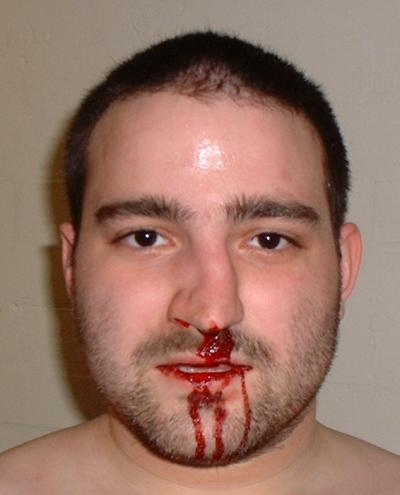
Gãy mũi với chảy máu cam; kết quả của một chấn thương bóng bầu dục.

Các triệu chứng của mũi bị vỡ bao gồm bầm tím, sưng, đau, biến dạng và/hoặc chảy máu mũi và chảy máu vùng mũi của khuôn mặt. Bệnh nhân có thể khó thở, hoặc chảy máu mũi quá mức (nếu niêm mạc mũi bị tổn thương). Bệnh nhân cũng có thể bị bầm tím quanh một hoặc cả hai mắt.

## Nguyên nhân
Gãy xương mũi là do chấn thương vật lý trên mặt. Các nguồn phổ biến của gãy xương mũi bao gồm chấn thương thể thao, đánh nhau, té ngã và tai nạn xe hơi ở các nhóm tuổi trẻ hơn và ngã do ngất hoặc mất thăng bằng ở người già.

## Chẩn đoán
Gãy mũi thường được xác định bằng mắt và thông qua kiểm tra thể chất. Hình ảnh y tế thường không được khuyến khích. Ưu tiên là phân biệt gãy xương đơn giản giới hạn ở xương mũi (Loại 1) với gãy xương cũng liên quan đến xương mặt khác và/hoặc vách ngăn mũi (Loại 2 và 3). Trong gãy xương loại 1 đơn giản, tia X cung cấp ít thông tin đáng ngạc nhiên ngoài kiểm tra lâm sàng. Tuy nhiên, chẩn đoán có thể được xác nhận bằng X-quang hoặc chụp CT, và những điều này là bắt buộc nếu nghi ngờ có tổn thương trên khuôn mặt khác.